# Tremelga-Negra
A Tremelga-Negra (Tetronarce nobiliana) é uma espécie de raia-elétrica da família Torpedinidae. É encontrada no Oceano Atlântico, da Nova Escócia ao Brasil no oeste, e da Escócia à África Ocidental e ao largo da África Austral no leste, ocorrendo em profundidades de até 800 m, e no Mar Mediterrâneo. Indivíduos mais jovens geralmente habitam habitats mais rasos, arenosos ou lamacentos, enquanto os adultos são de natureza mais pelágica e frequentam águas abertas. Com até 1,8 m de comprimento e pesando 90 kg, a Tremelga-Negra é a maior raia-elétrica conhecida. Como outros membros de seu gênero, possui um disco de nadadeira peitoral quase circular com uma margem anterior quase reta, e uma cauda robusta com uma grande nadadeira caudal triangular. As características distintivas incluem sua cor escura uniforme, espiráculos (aberturas respiratórias pareadas atrás dos olhos) de borda lisa e duas nadadeiras dorsais de tamanho desigual.
Solitária e noturna, a Tremelga-Negra é capaz de gerar até 220 volts de eletricidade para subjugar suas presas ou se defender contra predadores. Sua dieta consiste principalmente de peixes ósseos, embora também se alimente de pequenos tubarões e crustáceos. É uma espécie vivípara aplacentária, na qual os embriões em desenvolvimento são nutridos pela gema e, posteriormente, por histotrofo ("leite uterino") fornecido pela mãe. As fêmeas dão à luz até 60 filhotes após um período de gestação [en] de um ano. O choque elétrico desta espécie pode ser bastante severo e doloroso, embora não seja fatal. Por causa de suas propriedades eletrogênicas, a Tremelga-Negra foi usada na medicina pelos gregos e romanos antigos e se tornou o homônimo da arma naval torpedo. Antes do século 19, seu óleo de fígado era usado como combustível para lâmpadas, mas não tem mais nenhum valor econômico. A União Internacional para a Conservação da Natureza (IUCN) listou esta espécie como pouco preocupante; ela é capturada acidentalmente por pescadores comerciais e recreativos, mas o impacto dessas atividades em sua população é desconhecido.

## Taxonomia
A primeira descrição científica da Tremelga-Negra foi publicada em 1835 pelo naturalista francês Charles Lucien Bonaparte, em sua principal obra Iconografia della Fauna Italica. Dezesseis espécimes foram designados como síntipos. A atribuição da "grande raia-torpedo" da África Austral a esta espécie é provisória. Outro tipo de raia-elétrica encontrado no Oceano Índico, ao largo de Moçambique, também pode pertencer a Tetronarce nobiliana. A Tremelga-Negra é colocada no gênero Tetronarce [en], que difere do outro gênero da família Torpedinidae, Torpedo, por ter geralmente uma coloração simples e espiráculos de margem lisa.

## Descrição

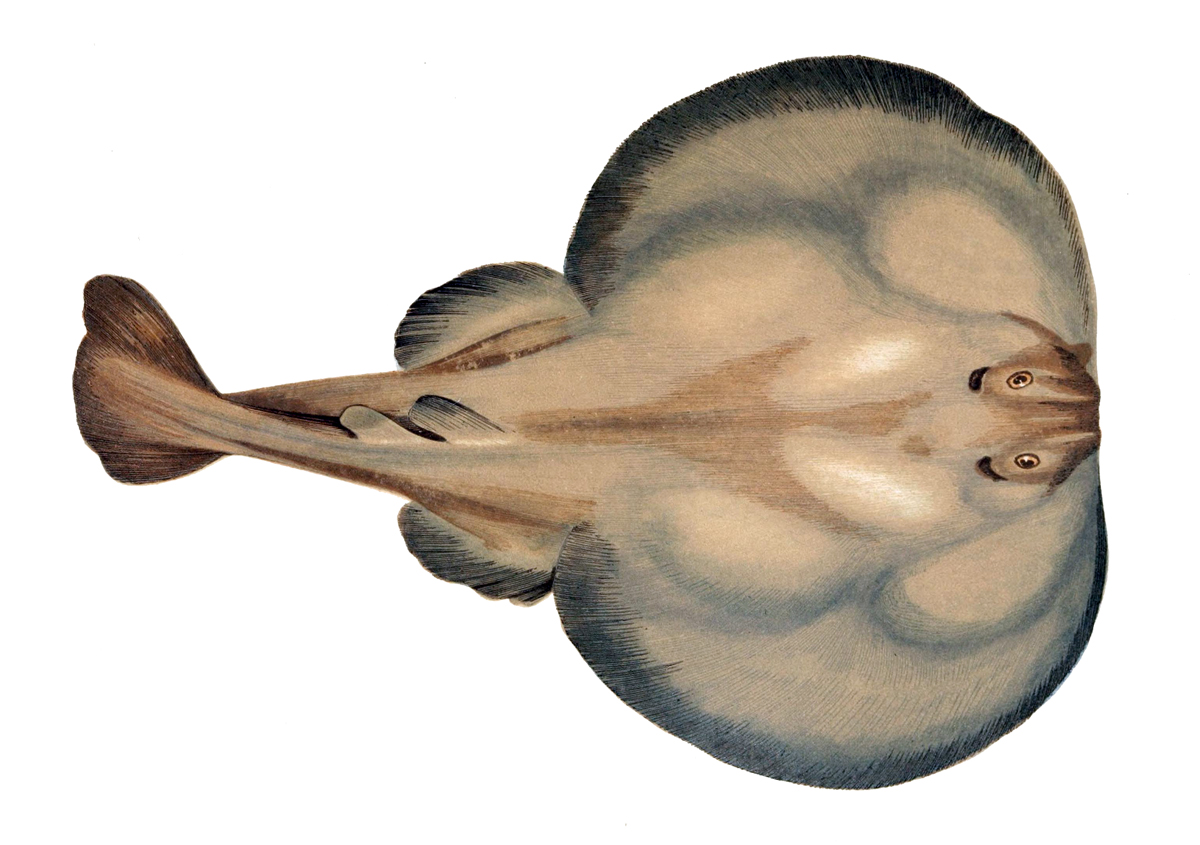
Ilustração antiga de uma Tremelga-Negra; os contornos dos órgãos elétricos são visíveis fora dos olhos

A Tremelga-Negra tem um disco de nadadeira peitoral quase circular, 1,2 vezes mais largo do que longo, com uma margem frontal espessa e quase reta. Os olhos são pequenos e são seguidos por espiráculos muito maiores, que não possuem papilas [en] em suas bordas internas. As narinas estão próximas à boca; há uma dobra de pele entre elas três vezes mais larga do que longa, com uma margem traseira sinuosa. A boca é larga e arqueada, com sulcos proeminentes nos cantos. Os dentes são pontiagudos e aumentam em número com a idade, variando de 38 fileiras em juvenis a 66 fileiras em adultos; as primeiras várias séries de dentes são funcionais. As fendas branquiais são pequenas, com o primeiro e o quinto pares sendo mais curtos que os outros.
As nadadeiras pélvicas são arredondadas e ligeiramente sobrepostas pelo disco na frente. A primeira nadadeira dorsal é triangular com um ápice arredondado, originando-se na frente das inserções da nadadeira pélvica. A segunda nadadeira dorsal tem apenas metade a dois terços do tamanho da primeira; a distância entre as nadadeiras dorsais é menor que o comprimento da base da primeira nadadeira dorsal. A cauda robusta compreende cerca de um terço do comprimento total, terminando em uma nadadeira caudal em forma de triângulo equilátero com margens ligeiramente convexas. A pele é macia e completamente desprovida de dentículos dérmicos [en] (escamas placoides). A coloração dorsal é um marrom escuro a cinza liso, às vezes com algumas manchas difusas, e escurecendo nas margens das nadadeiras. A parte inferior é branca, com margens das nadadeiras escuras. A maior das raias-elétricas, a Tremelga-Negra, pode medir 1,8 m de comprimento e pesar 90 kg. No entanto, um comprimento de 0,6 a 1,5 m e um peso de 13,6 kg é mais típico. As fêmeas atingem um tamanho maior que os machos.

## Distribuição e habitat
A Tremelga-Negra é amplamente distribuída em águas frias em ambos os lados do Oceano Atlântico. No leste, é encontrada desde o norte da Escócia até o Golfo da Guiné, incluindo todo o Mar Mediterrâneo (mas não o Mar Negro), os Açores e a Madeira, bem como da Namíbia à África do Sul ocidental. No oeste, ocorre do sul da Nova Escócia à Venezuela e ao Brasil. É rara no Mar do Norte e no Mediterrâneo, e ao sul da Carolina do Norte. O gênero Tetronarce é representado por uma única espécie no Mar Mediterrâneo, fácil de identificar com seu característico padrão azul-escuro.
As Tremelga-Negra juvenis são principalmente bentônicas (vivem no fundo) e geralmente encontradas em profundidades de 10 a 50 m sobre planícies arenosas ou lamacentas, ou perto de recifes de coral. À medida que amadurecem, tornam-se mais pelágicas em seus hábitos, e os adultos são frequentemente encontrados nadando em mar aberto. Esta espécie foi registrada desde a superfície até uma profundidade de 800 m; no Mediterrâneo, é mais comum em profundidades de 200 a 500 m. Diz-se que faz longos movimentos migratórios.

## Biologia e ecologia
Como outros membros de sua família, a Tremelga-Negra é capaz de gerar um poderoso choque elétrico a partir de um par de órgãos elétricos em forma de rim em seu disco, tanto para ataque quanto para defesa. Esses órgãos compreendem um sexto do peso total da raia e contêm cerca de meio milhão de "placas elétricas" cheias de geleia, dispostas em uma média de 1.025 a 1.083 colunas hexagonais verticais (visíveis sob a pele). Essas colunas atuam essencialmente como baterias conectadas em paralelo [en], permitindo que uma grande Tremelga-Negra produza até um quilowatt de eletricidade a 170-220 volts, desde que esteja bem alimentada e descansada. As descargas do órgão elétrico ocorrem em uma série, ou trem, de pulsos muito próximos, cada um durando cerca de 0,03 segundos. As séries contêm em média 12 pulsos, mas séries de mais de 100 pulsos foram registrados. A raia emite regularmente pulsos mesmo sem um estímulo externo óbvio.
De natureza solitária, a Tremelga-Negra é frequentemente vista descansando sobre o substrato ou semi-enterrada nele durante o dia, tornando-se mais ativa à noite. Grande e bem defendida de ataques, raramente é presa de outros animais. Parasitas conhecidos da Tremelga-Negra incluem as tênias Calyptrobothrium occidentale e Calyptrobothrium minus, Grillotia microthrix, Monorygma sp., e Phyllobothrium gracile, os monogeneanos Amphibdella flabolineata e Amphibdelloides maccallumi, e o copépode Eudactylina rachelae. Alguns relatos sugerem que esta raia pode sobreviver fora da água por até um dia.

### Alimentação
A dieta da Tremelga-Negra consiste principalmente de peixes ósseos, incluindo linguados, salmões, enguias e tainhas, embora também seja conhecida por capturar pequenos tubarões-gato e crustáceos. Raias em cativeiro foram observadas deitadas imóveis no fundo e "avançando" sobre os peixes que passam à sua frente. No momento do contato, a raia prende a presa contra seu corpo ou o fundo, enrolando seu disco de nadadeira peitoral ao redor dela, enquanto desfere fortes choques elétricos. Essa estratégia permite que a raia, que é lenta, capture peixes relativamente rápidos. Uma vez subjugada, a presa é manobrada para a boca com movimentos ondulatórios do disco e engolida inteira, a partir da cabeça. As mandíbulas altamente distensíveis da raia permitem que presas surpreendentemente grandes sejam ingeridas: um salmão intacto pesando 2 kg foi encontrado no estômago de um indivíduo, e outro continha um Carta-de-Verão [en] (Paralichthys dentatus) de 37 cm de comprimento. Sabe-se que esta raia mata peixes muito maiores do que pode comer.

### Ciclo de vida
A Tremelga-Negra é vivípara aplacentária: os embriões em desenvolvimento são sustentados pela gema, que mais tarde é suplementada por histotrofo ("leite uterino") rico em proteínas e gorduras, produzido pela mãe. As fêmeas têm dois ovários e úteros funcionais, e um ciclo reprodutivo possivelmente bienal. Após um período de gestação [en] de um ano, as fêmeas dão à luz até 60 filhotes durante o verão; o tamanho da ninhada aumenta com o tamanho da fêmea. Quando o embrião tem 14 cm de comprimento, ele tem um par de entalhes profundos na frente do disco, marcando a origem das nadadeiras peitorais, e a cortina de pele entre as narinas ainda não se desenvolveu; por outro lado, os olhos, espiráculos, nadadeiras dorsais e cauda já atingiram as proporções de adulto. As raias recém-nascidas medem de 17 a 25 cm de comprimento e ainda têm os entalhes anteriores no disco. Machos e fêmeas atingem a maturidade sexual com comprimentos de 55 cm e 90 cm, respectivamente.

## Interações humanas

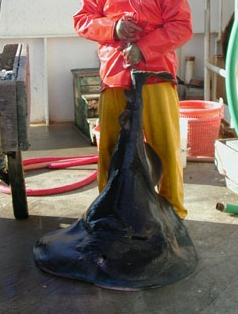
Tremelga-Negra é capturado como captura acessória, mas não é utilizado

Embora raramente fatal, a descarga elétrica de uma Tremelga-Negra é bastante severa e pode ser suficiente para deixar uma pessoa inconsciente. No entanto, um perigo maior para os mergulhadores é a desorientação que se segue ao choque. A Tremelga-Negra não tem valor comercial, pois sua carne é flácida e sem sabor. É capturada incidentalmente por pescadores comerciais e recreativos em arrastos de fundo [en] e com anzol e linha. Quando capturada no mar, é geralmente descartada ou cortada para isca. A União Internacional para a Conservação da Natureza (IUCN) avalia a Tremelga-Negra como pouco preocupante; ela pode ser negativamente afetada pela mortalidade por pesca, embora faltem dados específicos sobre taxas de captura e tendências populacionais, bem como pela degradação dos recifes de coral que são importantes para os juvenis. Sua lenta taxa reprodutiva limitaria sua capacidade de se recuperar da depleção populacional.
Vários peixes elétricos, incluindo a Tremelga-Negra, foram usados na medicina durante a era clássica. No século I, o médico romano Escribônio Largo escreveu sobre a aplicação de "torpedos escuros" vivos em pacientes afligidos por gota ou dores de cabeça crônicas. Em 1800, a Tremelga-Negra tornou-se o homônimo da arma naval torpedo quando o inventor americano Robert Fulton começou a usar a palavra "torpedo" para descrever bombas que submarinos poderiam prender a navios (embora esses primeiros dispositivos fossem mais parecidos com as minas navais modernas). Antes da ampla introdução do querosene no século XIX, o óleo de fígado desta espécie era considerado de qualidade igual ao óleo de cachalote para uso em lâmpadas. Antes da década de 1950, seu óleo também era usado em pequenas quantidades por pescadores nos Estados Unidos como tratamento para cãibras musculares e estomacais, bem como para lubrificar máquinas agrícolas. Juntamente com várias outras espécies de raias-elétricas, a Tremelga-Negra é usada como organismo modelo em pesquisa biomédica porque seus órgãos elétricos são ricos em proteínas receptoras de acetilcolina. Essas proteínas desempenham um papel importante na mediação de muitos processos do sistema nervoso, como os envolvidos no funcionamento da anestesia.